# Ernst von Rüchel
Ernst Wilhelm Friedrich Philipp von Rüchel, né le 21 juillet 1754 à Ziezeneff en province de Poméranie et mort le 14 janvier 1823 sur ses terres d'Haseleu, est un général d'infanterie prussien. Élève de Frédéric II, il n'obtint pourtant que des succès limités au cours des guerres révolutionnaires. Plus encore que la défaite d'Iéna en 1806, dont on lui fit reproche, c'est son abstention dans le mouvement de réforme de l'armée après 1807, œuvre d'une génération d'officiers plus jeunes, qui entraîna sa disgrâce et son retrait des affaires après 1813.

## Biographie

### L'élève de Frédéric II
En tant que protégé du général Friedrich Christoph von Saldern, Rüchel fut affecté en 1782 au quartier général à Potsdam, où le roi Frédéric II en personne le forma à la stratégie  et à la tactique : c'était son élève préféré. C'est aussi la raison pour laquelle en 1790 le roi Frédéric-Guillaume II lui confia la réforme des études militaires. Volontiers philanthrope, Rüchel réorganisa les écoles militaires du royaume, en modifiant le cursus et en invitant comme professeurs des personnalités en vue (Erman, Ancillon). Il fit des corps des cadets des écoles de discipline et d'éducation, qui en dépit des réformes de Scharnhorst devaient propager jusqu'au XXe siècle le sens de la culture et des valeurs aristocratiques. Rüchel forma les invalides de l'armée en compagnies, créa une caisse de solidarité pour les veuves d'officiers et une bourse pour les fils de soldats.

### Conseiller de l'état-major
Au cours des guerres révolutionnaires, il réussit à faire évacuer la Champagne par le gros de l'armée en 1792, porta le combat vers Francfort-sur-le-Main, commandait un corps austro-prussien pendant le siège de Mayence et (en tant que commandant du IIIe bataillon de la Garde) fut le supérieur hiérarchique de Friedrich Christian Laukhard (de) et Heinrich von Kleist) ; il commanda en alternance le blocus de Landau et fut vainqueur au cours de nombreux assauts. Mais il s'est surtout fait connaître lorsqu'en 1792, alors que l'armée prussienne refluait devant les Français menés par Adam Philippe de Custine, il couvrit Coblence par une marche forcée. Avec son collègue Gebhard Leberecht von Blücher, Rüchel comptait désormais pour le public comme l'un des plus grands généraux de l'armée prussienne. Il entreprit des démarches diplomatiques auprès des cours de Mannheim, Darmstadt et Cassel, puis auprès du tsar Paul Ier à Saint-Pétersbourg. En 1793, il devient chef du 30e régiment d'infanterie. Après la Paix de Bâle, Rüchel mit sur pied le premier projet de flotte militaire de l’histoire de la Prusse. En 1797, le roi Frédéric-Guillaume III le nomma inspecteur des écoles militaires, chef de l’Inspection de Potsdam  et commandant du Régiment de la Garde (donc supérieur d’Heinrich von Kleist et d’Ernst von Pfuel, futur président et ministre de la Guerre de Prusse). 
Comme beaucoup d'officiers prussiens, Rüchel rejoignit la franc-maçonnerie. La loge de Stendal « À la Couronne dorée » (Zur goldenen Krone) dirigée par son chef de régiment, le général Alexander von Knobelsdorff, l'avait reçu en 1782 comme apprenti. Après son admission à la suite du roi, Rüchel rejoignit la Loge Minerva de Potsdam, qui l'élut grand-maître en 1801. Il fut par la suite membre d'honneur de plusieurs loges, dont la loge "Royal York zur Freundschaft" de Berlin. 
La réforme des Finances et les instructions données par Rüchel jusqu'en 1806 à la Commission d'Organisation Militaire manifestèrent peu d'énergie. Au sein de la Société militaire (fondée par le général Scharnhorst) il dirigeait une coterie de doctrinaires, parmi lesquels on trouvait Scharnhorst, Boyen et Clausewitz. Rüchel ordonna les grandes manœuvres de Potsdam et favorisa les carrières de Knesebeck, Müffling, Yorck et Gneisenau (qu'il fit nommer commandant de la place de Kolberg). En 1805, il devint général du 2e régiment d'infanterie et se concilia le « parti de la guerre » qui, sous l'impulsion du prince Louis-Ferdinand de Prusse poussait le roi à déclarer la guerre à Napoléon.

### La défaite
Son projet de milice populaire se heurta à la mobilisation de la Prusse en 1806. C'est un peu à l'est de Kapellendorf, sur un terrain dont les bornes coïncident avec les stèles commémoratives à Großromstedt-Kötschau, que le 14 octobre 1806 sa défaite marqua la fin de la bataille d'Iéna. Sa jonction tardive avec le reste de l'armée lui fut reprochée après-coup, notamment par le général de brigade Christian von Massenbach. Le « Chemin du général-von-Rüchel » commémore l'ultime retraite de la colonne Rüchel de Webicht à Weimar après l'écrasement de Kapellendorf.
Blessé, Rüchel s'enfuit à Kœnigsberg en passant par Stettin, il y prit les fonctions de Gouverneur général, imagina un soulèvement populaire, encouragea la formation des corps-francs de Marwitz, travailla en étroite collaboration avec la reine Louise et s'improvisa directeur du Hartungsche Zeitung (dont il confia la rédaction à Fichte). Dans le débat qui éclata à propos de la responsabilité des ministres, il apporta son soutien à von Hardenberg et à vom Stein à la fois par ses déclarations au roi et ses écrits. Démis de ses fonctions sur ordre de Napoléon, Rüchel démarcha secrètement en 1809 l'électeur Guillaume Ier de Hesse-Cassel (auparavant landgrave Guillaume IX de Hesse), déposé par Napoléon et exilé à Prague, pour solliciter son appui financier en vue d'un soulèvement populaire. Bien que Rüchel ait d'abord souscrit au manifeste de Riga du comte von Hardenberg et au manifeste de Nassau du baron vom Stein, il s'opposa en 1810 à l’Édit sur les Finances, qui recommandait la levée des exemptions fiscales pour la noblesse. 

### En disgrâce
Au début de la campagne d'Allemagne en 1813, le roi de Prusse lui refusa tout commandement, sans doute par défiance envers les relations de Rüchel avec le chef rebelle von Schill (une des filles du général Rüchel était tombée amoureuse de Ferdinand von Schill en 1809), mais surtout parce qu'il n'appréciait pas la personnalité d'un homme qui depuis 1807 était resté inactif et ne connaissait la nouvelle armée prussienne, sa réorganisation et ses nouvelles tactiques, que par ouï-dire. En tant que serviteur de l'État, il aurait pu, au même titre que Blücher, l'employer dans de hautes fonctions ; mais le souverain ne voulut pas même envisager de le recruter pour un poste subalterne dont Rüchel se serait contenté, car cela n'aurait pas été conforme au rang d'un ancien général d'infanterie. Il passa donc les dernières années de sa vie en disgrâce sur ses terres d'Haseleu en Poméranie. 
Outre sa famille, il se lia d'amitié avec un jeune numismate, Heinrich Bolzenthal (de), futur fondateur du  Musée d'État de Berlin, et directeur du Cabinet des Monnaies et Médailles de Prusse. Bolzenthal, invité en 1819 par le général, passa les trois années suivantes au château d’Haseleu, ce qui lui laissa tout loisir de compléter ses recherches. Ernst Wilhelm Friedrich von Rüchel mourut le 14 janvier 1823 à Haseleu. Fouqué, qui l'avait connu personnellement, lui consacra une biographie.

## Postérité
Rüchel passait pour l'élève et le détenteur de la tradition stratégique de Frédéric le Grand. Et en effet, de 1797 à 1806, il fut, aux côtés de Möllendorff et du duc Charles-Guillaume-Ferdinand de Brunswick, l'une des têtes de l'armée prussienne. Si certains de ses contemporains n'hésitaient pas à le désigner comme le « Napoléon prussien », d'autres, comme Clausewitz, le caractérisaient comme un « produit concentré de l'éducation à la prussienne ». Ce n'est pas sans raison que beaucoup le tenaient pour un conservateur : aristocrate farouche, ennemi de la bourgeoisie, il serait cependant exagéré de faire de Rüchel l'homme du passé de l'armée prussienne. Car s'il est vrai qu'il a défendu les privilèges de la noblesse et a renoncé à d'importantes innovations (par exemple lors de sa querelle avec Scharnhorst à la Militärische Gesellschaft à propos de l'organisation de l'armée en divisions), il fut aussi celui qui ouvrit les cadres de l’armée aux bienfaits des Lumières. Mais ses errements masquent les bienfaits des réformes sociales (les compagnies d'invalides, la caisse de solidarité, les boursiers) et surtout militaires (amélioration de la formation des cadets) de Rüchel, qui par contraste avec les réformes militaires de Scharnhorst, apparaissent comme un confortement de l'esprit conservateur et vieux-prussien. L'action de Rüchel, tout autant que sa personnalité reflètent à la fois les faiblesses, mais aussi la force de l'héritage militaire du roi Frédéric.
Frédéric Bey dit de Rüchel qu'il « passe pour un des disciples les plus académiques de Frédéric II » et ajoute à son propos : « de l'énergie et de l'enthousiasme qu'il a démontrés pendant les guerres de la Révolution, il ne reste plus que son goût des parades au pas cadencé. Vaniteux, ambitieux, il lui manque le pragmatisme qui caractérisait Frédéric le Grand, son modèle ».

## Famille
Il est marié deux fois. Sa première femme est Karoline Henriette von Arnstedt (morte en 1786). Elle est dame de compagnie, son père est Christian Heinrich Wilhelm von Arnstedt (de) (1713-1785), colonel prussien et maître de la cour du prince et futur roi Frédéric-Guillaume II. Sa mère est la baronne Albertine Henriette Karoline von Geuder dite Rabensteiner (de) (1725-1803). La femme de Rüchel meurt huit jours seulement après leur mariage. Après son décès prématuré, il épouse en 1788 Philippine Johanna Elisabeth von Ernsthausen (1768-1828). Elle est la fille du conseiller privé et président de l'Ober-Sanitäts-Kollegium Viktor Tobias Ernst von Ernsthausen (1730-1807) et de son épouse Johanna Amalie Breitsprach (née en 1749 et morte après 1817). Deux filles sont issues de ce mariage :
- Elisabeth (Elise) (née le 29 octobre 1789 et morte le 1er novembre 1816) mariée avec Julius Friedrich Gottlob von Flemming (branche de Boeck)[2] (né le 1er mai 1783 et mort le 19 avril 1858), major prussien. (Elle a été fiancée auparavant à Ferdinand von Schill).
- Albertine (1790-1831) mariée avec Jakob Friedrich von Rüchel-Kleist (1778-1848), gouverneur de Dantzig.